# Europlug

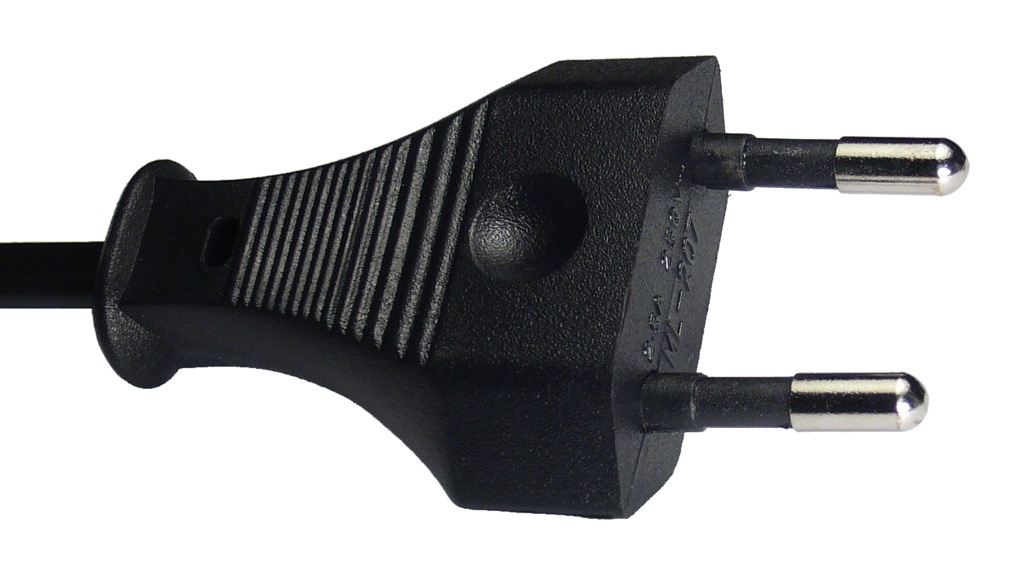
En europlug

Europlug eller europapropp eller eurokontakt är en europeisk standard (EN 50075) för stickkontakter till elektriska apparater.
Kontakttypen används på apparater som inte har skyddsledare skyddsjord utan istället har dubbelisolering. Det vill säga att höljet är så rejält (dubbelt isolerande) att apparaten inte rimligen kan bli spänningssatt, inte ens när det blir fel på apparaten. Eurokontakt får inte monteras på andra apparater än de som uppfyller kravet om dubbelisolering.
Kontakten är konstruerad för maximalt 250V, 2,5A och för att kunna användas i alla sorters uttag i hela Europa inklusive Sverige, utom i Storbritannien och Irland. Kontakttypen används inte så ofta utanför Europa, även om den förekommer, till exempel i Sydafrika.
De kan mekaniskt passa i brittiska uttag. Men det fungerar inte bra, eftersom kontakter i Storbritannien har 2 mm för långt mellan hålen och det inte är bra att böja stiften. Kontakter i Storbritannien förväntas ofta ha en jordpinne, och först när den sticks in släpps strömmen på (barnskydd). De förväntas också ha en säkring i pluggen, eftersom man bara brukar ha huvudsäkring (till exempel 32 A) inte gruppsäkringar. Man ska använda en adapter för icke-brittiska kontakter i brittiska uttag.